# Ligne Mine
La ligne Mine (美祢線, Mine-sen) est une ligne ferroviaire de la compagnie JR West, dans la préfecture de Yamaguchi au Japon. Elle relie la gare d'Asa à San'yō-Onoda à la gare de Nagatoshi à Nagato.

## Histoire
La section entre Asa et Minami-Ōmine est ouverte par la compagnie Sanyo Railway en 1905, avant d'être nationalisée l'année suivante. La ligne est ensuite prolongée à Mine en 1909 par la Société gouvernementale des chemins de fer japonais (JGR).
La compagnie Mine Light Railway ouvre la section de Mine à Shigeyasu en 1916. Cette compagnie est nationalisée en 1920, et la JGR ouvre la section jusqu'à Ofuku la même année. La ligne est prolongée à Shōmyōichi (aujourd'hui Nagatoshi) en 1924, complétant la ligne.
En raison des fortes pluies survenues du 30 juin au 1er juillet 2023, la ligne est actuellement fermée. Des bus de remplacement ont été mis en place.

## Caractéristiques

### Ligne
- Longueur : 46,0 km
- Ecartement : 1 067 mm
- Alimentation : non électrifié

### Services
La ligne est uniquement empruntée par des trains omnibus.

### Liste des gares

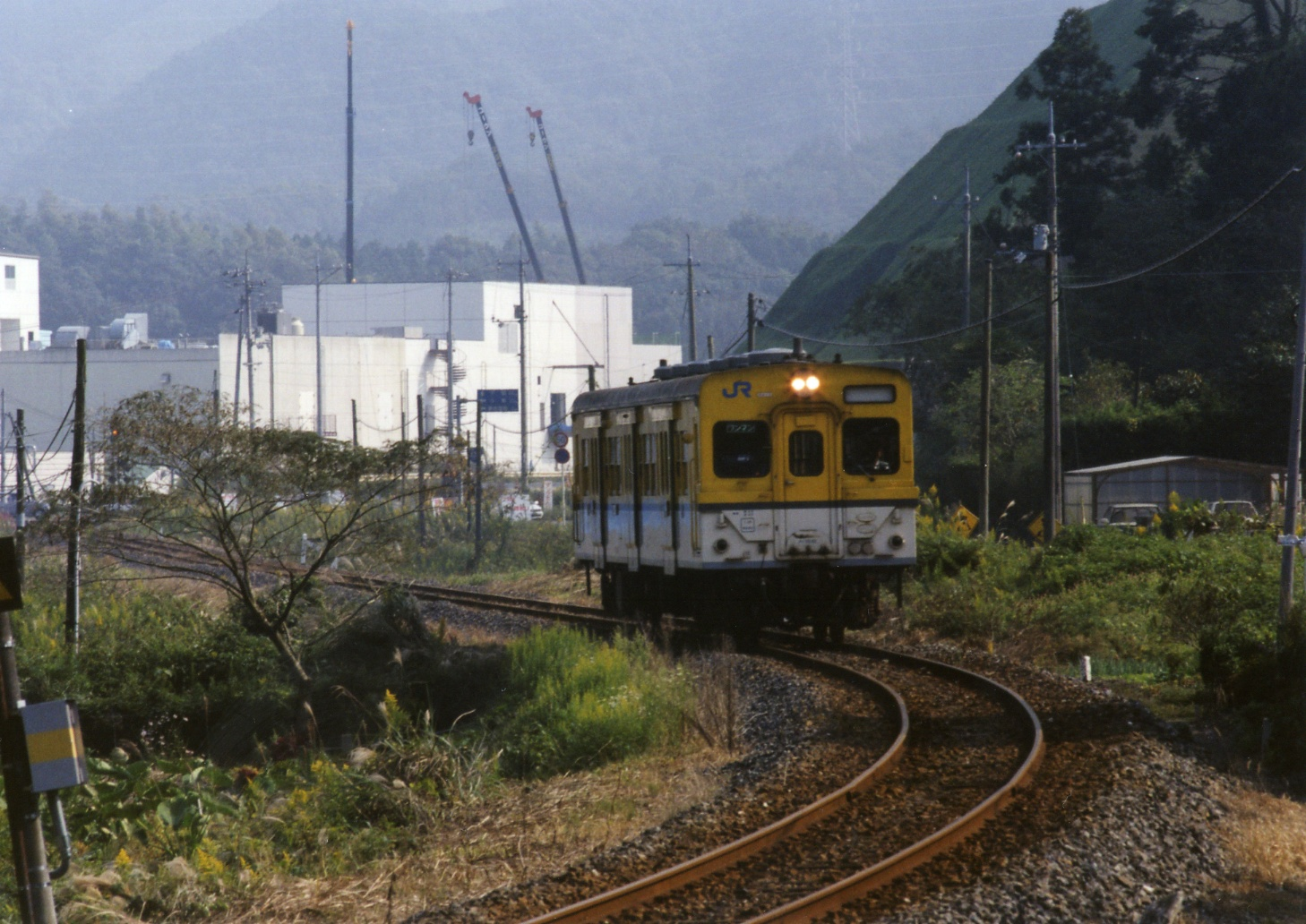
La ligne vers Minami-Ōmine.

| Gare         | Nom japonais | Distance depuis Asa (km) | Correspondances                   | Localisation |
| ------------ | ------------ | ------------------------ | --------------------------------- | ------------ |
| Asa          | 厚狭         | 0                        | JR West : Sanyō Shinkansen, Sanyō | San'yō-Onoda |
| Yunotō       | 湯ノ峠       | 4,2                      |                                   | San'yō-Onoda |
| Atsu         | 厚保         | 10,2                     |                                   | Mine         |
| Shirōgahara  | 四郎ヶ原     | 13,2                     |                                   | Mine         |
| Minami-Ōmine | 南大嶺       | 16,9                     |                                   | Mine         |
| Mine         | 美祢         | 19,4                     |                                   | Mine         |
| Shigeyasu    | 重安         | 22,3                     |                                   | Mine         |
| Ofuku        | 於福         | 27,2                     |                                   | Mine         |
| Shibuki      | 渋木         | 37,1                     |                                   | Nagato       |
| Nagatoyumoto | 長門湯本     | 41,0                     |                                   | Nagato       |
| Itamochi     | 板持         | 43,3                     |                                   | Nagato       |
| Nagatoshi    | 長門市       | 46,0                     | JR West : San'in                  | Nagato       |

## Matériel roulant

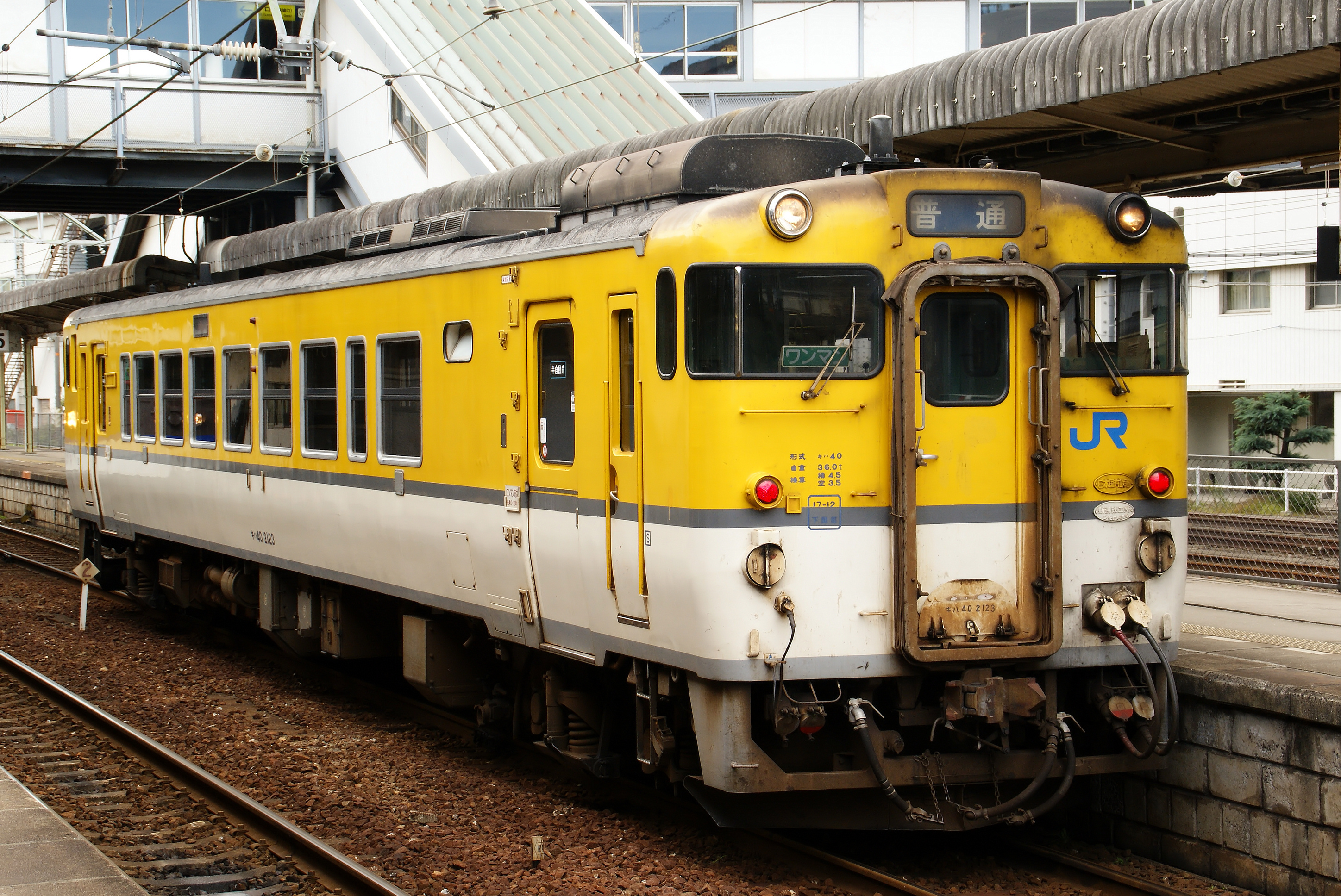
KiHa série 40
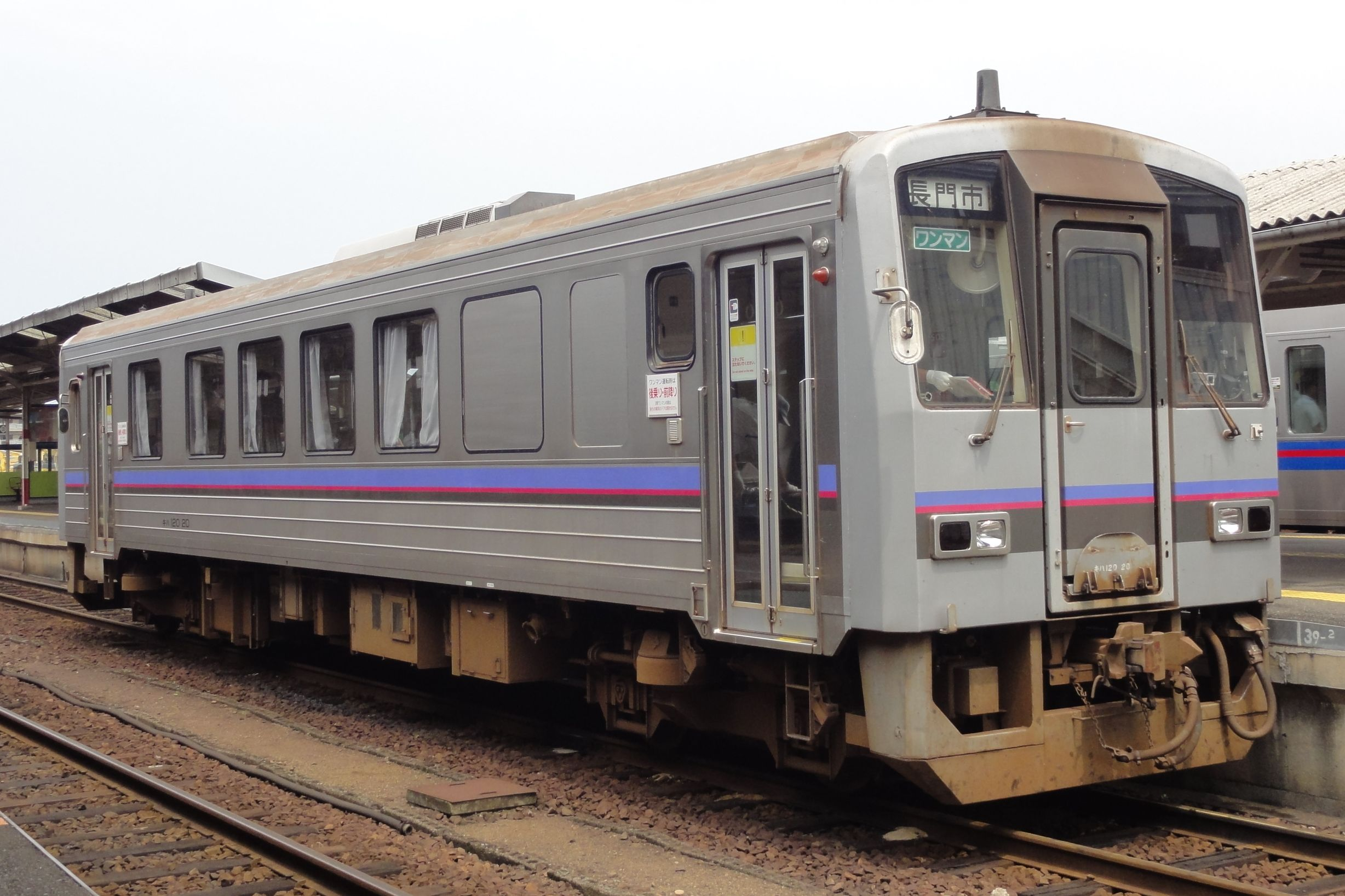
KiHa série 120